# Butsfield
Butsfield – wieś w Anglii, w hrabstwie Durham. Leży 17 km na zachód od miasta Durham i 383 km na północ od Londynu.